# Écart de Lucas
Pour les articles homonymes, voir Lucas.
L'écart de Lucas est la différence entre la croissance qu'un système économique aurait dû connaître et la croissance effective qu'elle connaît. L'écart de Lucas permet de mesurer la perte engendrée après un choc économique. Cet écart correspond au manque de croissance qui aurait été possible si une crise économique n'avait pas eu lieu, ou si une décision de politique publique n'avait pas été prise.
L'écart de Lucas doit son nom à l'économiste américain Robert E. Lucas.

## Concept
L'écart de Lucas mesure la différence entre un scénario où les variables croient de manière linéaire et la réalité. L'écart entre les deux est l'écart de Lucas. Par exemple, si la productivité américaine avait continué à croître entre 1971 et 2011 au même risque que dans les années 1960, le PIB par tête américain serait plus élevé de 613 000 dollars par personne en 2011.
L'écart de Lucas doit être distingué de la loi d'Okun. Cette dernière permet d'estimer le différentiel entre le PIB effectif d'un pays et le PIB qui aurait été si l'économie était au plein emploi. Ces deux indicateurs sont utilisés dans le cadre d'études cherchant à estimer le manque à gagner pour une économie en termes de croissance.